# Modern Library
A Modern Library é uma editora estadunidense. Fundada em 1917 por Albert Boni e Horace Loveright como um selo de sua editora Boni & Loveright, foi comprada em 1925 por Bennett Cerf e Donald Klopfer. Random House começou em 1927 como uma subsidiária da Modern Library, mas, eventualmente, tornou-se a empresa-mãe.

## História recente
A Modern Library originalmente publicava apenas livros de capa dura. Em 1950, começou a publicar a Modern Library College Editions, uma precursora de sua série atual de livros clássicos de bolso. De 1955 a 1960, a empresa publicou uma qualidade numerada de livros de bolso, mas foi descontinuada em 1960, quando a série foi incorporada ao grupo recém-adquirido de livros de bolso da Vintage. Em seu site oficial, a Modern Library constata:
Em 1992, por ocasião do septuagésimo quinto aniversário da Modern Library, a Random House embarcou em um ambicioso projeto para renovar a série. Nós revivemos o emblema portador de tocha que Cerf e Klopfer encomendaram em 1925 a partir de Lucian Bernhard. O portador de iluminação prometéico (conhecido informalmente em torno dos antigos escritórios da Modern Library como a "dama fugindo de Bennett Cerf") foi redesenhada várias vezes ao longo dos anos, mais notavelmente por Rockwell Kent.
Em 1998, o romancista David Ebershoff tornou-se o novo diretor editorial da Modern Library. Ebershoff gerenciou a marca até 2005, renunciando seu cargo para se concentrar em sua própria escrita e para se tornar editor da Random House.
Em setembro de 2000, a Modern Library iniciou uma recém-projetada série de livros de bolso clássicos. Seis novos títulos foram publicados na série na segunda terça de cada mês.

## Listas da Modern Library
No seu início a Modern Library identificava-se como "The Modern Library of the World's Best Books". De acordo com essa identidade da marca, em 1998, os editores criaram uma lista que chamaram de "100 melhores romances da Modern Library", em número de 100 títulos. Além disso, eles realizaram uma pesquisa não científica de opinião pública na Internet, então produziram uma lista dos leitores. (As listas foram realmente restritas a obras em inglês, mas os títulos da lista não representam isso, e pouca atenção foi dada para esse fato na publicidade para as listas).
O 'top dez' da lista dos editores é mostrado aqui—e as duas listas dos '100 melhores romances' estão ligados abaixo.
De acordo com um artigo do New York Times sobre a lista,
Os executivos da Random House disseram esperar que o século que, enquanto o século se aproxima do fim, sua lista incentivasse o debate público sobre as maiores obras de ficção dos últimos cem anos, assim, tanto para aumentar a consciência da Modern Library e estimular as vendas de romances que o grupo publica.
Ambas as listas atraíram críticas. Seu sistema de classificação preocuparam muitos estudiosos e críticos profissionais. Os próprios membros da diretoria, que não criam os rankings e o desconheciam até que a lista foi publicada, expressaram desapontamento e perplexidade. Não são apenas oito ou nove mulheres na lista, algumas obras muito influentes estão classificadas abaixo das obras de mérito literário questionável, e as obras de grandes escritores de vários países de língua inglesa além dos Estados Unidos e Inglaterra—tais como Austrália, Canadá, Índia e África do Sul—têm sido ignorados. Havia também as hipóteses de que a Modern Library meramente fez uma seleção com base em sua lista estoque. A. S. Byatt, romancista inglesa bem conhecida que estava no quadro, chamou a lista de "tipicamente estadunidense".
A lista foi compilada através da votação de aprovação, através do envio de cada membro do conselho, em uma lista de 440 livros pré-selecionados do catálogo da Modern Library e pedindo a cada membro colocar uma seleção ao lado dos romances que desejavam escolher. Em seguida, as obras com maioria dos votos foram classificadas como as mais altas, e os laços foram decididos arbitrariamente pelos editores da Random House. Isso explica os resultados surpreendentes, como a quinta colocação de Admirável Mundo Novo, que a maioria dos juízes concordaram em encaixar em algum lugar da lista, mas em uma posição muito menor do que o topo.
David Ebershoff, diretor editorial da divisão da Modern Library, afirmou em um follow-up que "as pessoas que foram atraídas para ir ao site da Modern Library e obrigadas a votar têm um certo entusiasmo sobre livros e seus livros favoritos que muitas pessoas não possuem, para que a população votante é inclinada". Além disso, as pessoas foram autorizadas a votar várias vezes, uma vez por dia, tornando a votação de uma medida de quanto esforço as pessoas iriam colocar para promover seus livros favoritos. Outros foram mais diretos em suas descrições dos resultados; o bibliotecário Robert Teeter observa que as pesquisas foram "recheadas por sectários". (A lista do leitor de uma forma critica-se, com a inclusão do livro de Darrell Huff, How to Lie with Statistics na categoria de melhores livros de não-ficção).